# Oyonnax-Sud (tổng)
Tổng Oyonnax-Sud là một tổng của Pháp nằm ở tỉnh Ain trong vùng Rhône-Alpes.

## Hành chính
| Giai đoạn | Ủy viên        | Đảng | Tư cách |
| --------- | -------------- | ---- | ------- |
| 2008-2014 | Michel Perraud | UMP  |         |
| 2001-2008 | Michel Perraud | DVD  |         |

## Số đơn vị
Tổng Oyonnax-Sud gồm 5 xã và có dân số 18 831 dân (theo điều tra dân số năm 1999, số lượng không tính trùng).
| Xã          | Dân số | Mã bưu chính | Mã insee |
| ----------- | ------ | ------------ | -------- |
| Bellignat   | 3 488  | 01100        | 01031    |
| Géovreisset | 759    | 01100        | 01171    |
| Groissiat   | 747    | 01100        | 01181    |
| Martignat   | 1 265  | 01100        | 01237    |
| Oyonnax     | 24 162 | 01100        | 01283    |

La commune d'Oyonnax est partiellement partie de ce canton.

## Biến động dân số
| 1962                                                     | 1968 | 1975 | 1982 | 1990   | 1999   |
| -------------------------------------------------------- | ---- | ---- | ---- | ------ | ------ |
| -                                                        | -    | -    | -    | 17 801 | 18 831 |
| Nombre retenu à partir de 1962 : dân số không tính trùng |      |      |      |        |        |